# ريكآردو كاسان
ريكآردو كاسان (بالإيطالية: Riccardo Cassin)‏ (و. 1909 – 2009 م) هو متسلق جبال، وشخصية أعمال من إيطاليا، ومملكة إيطاليا، توفي في ليكو، عن عمر يناهز 100 عاماً.

## جوائز
حصل على جوائز منها:
- نيشان الاستحقاق للجمهورية الإيطالية من رتبة الصليب الأعظم (9 فبراير 1999)[8]
- نيشان استحقاق الجمهورية الإيطالية من رتبة ضابط أكبر (5 يناير 1980)[9]